# 森山浩行
森山 浩行（もりやま ひろゆき、1971年4月8日 - ）は、日本の政治家。立憲民主党所属の衆議院議員（4期）。立憲民主党大阪府総支部連合会代表。
堺市議会議員（1期）、大阪府議会議員（1期〈任期途中で辞職〉）を歴任した。

## 来歴
大阪府堺市のサラリーマン家庭に生まれた。幼少期は父親の転勤に伴い、高松市、広島市に居住。小学生のときに剣道の先生の市議会議員が倫理条例の制定に奔走する姿に憧れ、政治に興味を持ったという。大阪府立三国丘高等学校卒業。大学受験では首相を輩出した明治大学、東京大学、早稲田大学を受験した。明治大学法学部卒業。在学中は雄弁部に所属し、全関東学生雄弁連盟第47代委員長、全日本学生弁論交流会初代会長、国際経済法・間宮勇ゼミ初代ゼミ長を務めた。大学時代には政治関係の講演会やシンポジウムに出かけたり、自分たちで政治家や大学教授をパネリストに迎え政治シンポジウムを開いたりもしたという。1995年、関西テレビ放送に入社し、報道記者としてO157事件や神戸児童連続殺傷事件、和歌山毒物カレー事件を取材した。1998年10月、同社退職。
1999年4月の堺市議会議員選挙に無所属で出馬して初当選し、1期務めた。2003年4月の統一地方選挙では大阪府議会議員選挙に鞍替えし、当選。当選同期に松井一郎、井上哲也、今井豊、東徹、浦野靖人、尾辻かな子などがいる。同年11月、全国青年都道府県議会議員の会の設立を主導し、初代全国代表世話人に就任した。2005年、堺市長選挙に出馬するため任期途中で大阪府議を辞職したが、現職（当時）の木原敬介に敗れ落選した。
2009年、民主党公認で第45回衆議院議員総選挙に大阪16区から出馬し、公明党幹事長（当時）の北側一雄を破り初当選した。
2012年12月16日の第46回衆議院議員総選挙では大阪16区から立候補するも前回から得票数を6割減らし得票率24.9％で前回下した北側に敗れ落選した。
2014年12月の第47回衆議院議員総選挙は北側、森山、次世代の党の西村眞悟、共産党公認の新人ら4名による争いとなったが、得票率24.83％で再び落選。2015年4月12日、妻の百恵を大阪府議会議員選挙に出馬させるも、こちらも落選した。
2012年12月の落選から4年10か月の間、本人いわく「浪人」の生活を送った。その間は、所属する民主党、それに続く民進党から活動費を受けて、同党の衆議院大阪第16区の総支部長として活動を行っていた。
2017年の第48回衆議院議員総選挙では、立憲民主党公認で大阪16区に出馬。立憲民主党からの公認の取得に際して、森山は堺市内で記者会見し、「無所属で出ざるを得ないと思っていたが、国会議員は政党に入って戦うべきだ。（立憲民主党は）民進党の政策を引き継ぐという形なので、問題ない」と述べた。投開票の結果、再び北側に敗れたものの比例復活で3期ぶりに国政復帰した。11月30日付で設立された同党の大阪府連代表に就任した。
2018年、立憲民主党政治改革PT座長に就任。11月、府連代表を退任。
2020年9月15日、旧立憲民主党、旧国民民主党などが合流し、新「立憲民主党」が設立。森山も新党に参加。
2021年10月31日の第49回衆議院議員総選挙に立憲民主党公認で立候補し、小選挙区では北側に敗れた。立憲民主党は比例近畿ブロックでは3議席しか獲得できなかったが、2番目の惜敗率（85.8％）だった森山は比例復活で3期目の当選を果たした。立憲民主党では森山が大阪府内で唯一の当選者であった。選挙後、辞任した辻元清美府連代表に代わり党大阪府連代表に就任。枝野幸男代表の辞任に伴う代表選挙（11月30日実施）では西村智奈美の推薦人に名を連ねた。
2022年2月4日、都内の医療機関でPCR検査を受けたところ、新型コロナウイルス陽性が確認された。
2024年10月27日の第50回衆議院議員総選挙では、日本維新の会が候補者を擁立したことで三つ巴の混戦となり、小選挙区では日本維新の会の黒田征樹に敗れたものの、立憲民主党の比例近畿ブロック重複立候補者の中で1番目の惜敗率（80.4％）だった森山は比例復活で4期目の当選を果たした。

## 政策・主張
- アベノミクスに批判的[19]で「評価しない」とし、消費増税の先送りも「評価しない」など、安倍政権の施策を「評価しない」としている[20]。
- 選択的夫婦別姓の導入にどちらかと言えば賛成[21]。
- 受動喫煙防止を目的に飲食店等の建物内を原則禁煙とする健康増進法改正に賛成[22]。

2021年実施の第49回衆議院議員総選挙にあたっては、税制・外交・国家安全保障等についてNHKでの候補者アンケートにて以下の通り回答している。
- 新型コロナ対策として、消費税率の一時的な引き下げは「必要」[23]
- 大企業や所得の多い人への課税を強化し、国の財源に充てることについて「賛成」[23]
- 原子力発電への依存度は「下げるべき」[23]
- 日本の防衛費が年間5兆円を超えていることを踏まえ、「日本の防衛力をさらに強化すべきか」との問いに対し「どちらかといえば強化すべき」[23]
- 核兵器禁止条約について日本は「オブザーバー参加すべき」[23]
- 憲法改正について「（賛成か反対か）どちらともいえない」[23]
- 選択的夫婦別姓制度の導入について「賛成」[23]
- 候補者や議席の一定割合を女性に割り当てる「クオータ制」の導入について「賛成」[23]

## 所属議員連盟
- たばこ産業政策議員連盟[24]
- 人権外交を超党派で考える議員連盟[25]

## 騒動
- 2021年7月28日の衆議院内閣委員会での審議中、20分以上にわたり占星術関連本「200年先の星読み STAR INNOVATION」を机の上に載せて熟読していた。森山は毎日新聞の取材に対し、「書籍の閲覧という不適切な行為をおわびいたします。今後、このような行動をとらぬよう自らを律してまいります」と回答した[26]。

## 選挙歴
| 当落 | 選挙                     | 執行日         | 年齢 | 選挙区       | 政党         | 得票数    | 得票率 | 定数 | 得票順位 /候補者数 | 政党内比例順位 /政党当選者数 |
| ---- | ------------------------ | -------------- | ---- | ------------ | ------------ | --------- | ------ | ---- | ------------------ | ---------------------------- |
| 当   | 1999年堺市議会議員選挙   | 1999年4月25日  | 28   | ーー         | 無所属       | 6262票    | ーー   | 52   | 4/66               | /                            |
| 当   | 2003年大阪府議会議員選挙 | 2003年4月13日  | 32   | 堺市選挙区   | 無所属       | 1万8317票 | ーー   | 10   | 8/12               | /                            |
| 落   | 2005年堺市長選挙         | 2005年10月2日  | 35   | ーー         | 無所属       | 5万5028票 | 28.93% | 1    | 3/4                | /                            |
| 当   | 第45回衆議院議員総選挙   | 2009年08月30日 | 38   | 大阪府第16区 | 民主党       | 10万548票 | 48.05% | 1    | 1/4                | /                            |
| 落   | 第46回衆議院議員総選挙   | 2012年12月16日 | 41   | 大阪府第16区 | 民主党       | 4万2328票 | 24.88% | 1    | 2/4                | 17/3                         |
| 落   | 第47回衆議院議員総選挙   | 2014年12月14日 | 43   | 大阪府第16区 | 民主党       | 3万8331票 | 24.83% | 1    | 2/4                | 11/4                         |
| 比当 | 第48回衆議院議員総選挙   | 2017年10月22日 | 46   | 大阪府第16区 | 旧立憲民主党 | 6万5780票 | 45.96% | 1    | 2/4                | 1/5                          |
| 比当 | 第49回衆議院議員総選挙   | 2021年10月31日 | 50   | 大阪府第16区 | 立憲民主党   | 7万2571票 | 43.61% | 1    | 2/3                | 2/3                          |
| 比当 | 第50回衆議院議員総選挙   | 2024年10月27日 | 53   | 大阪府第16区 | 立憲民主党   | 5万943票  | 30.02% | 1    | 3/3                | 1/4                          |